# Dawes (cráter marciano)
Dawes es un cráter de impacto localizado en el cuadrángulo Sinus Sabaeus de Marte, en las coordenadas 9.2 S de latitud y 38 E de longitud. Tiene aproximadamente 191 km de diámetro, y debe su nombre a William R. Dawes (1799–1868), un astrónomo británico, principal defensor en su época de la idea de que Marte dispone de una atmósfera delgada. Dawes supuso que la atmósfera de Marte era delgada porque las marcas superficiales en el planeta podían ser fácilmente observadas.
|  |  |

Los cráteres de impacto generalmente presentan un brocal formado por los materiales eyectados, en contraste con los cráteres volcánicos, que normalmente no tienen un brocal o depósitos de materiales expulsados en la colisión. Tan solo los cráteres mayores (de más de 10 km de diámetro) normalmente poseen una cumbre central, causada por el rebote del suelo del cráter que sigue al impacto. A veces los cráteres sacan a la superficie capas que estaban enterradas,  siendo impulsadas a la superficie las rocas de niveles profundos. De ahí que los cráteres pueden mostrar la estructura de las capas profundas bajo la superficie.

## Por qué los cráteres son importantes

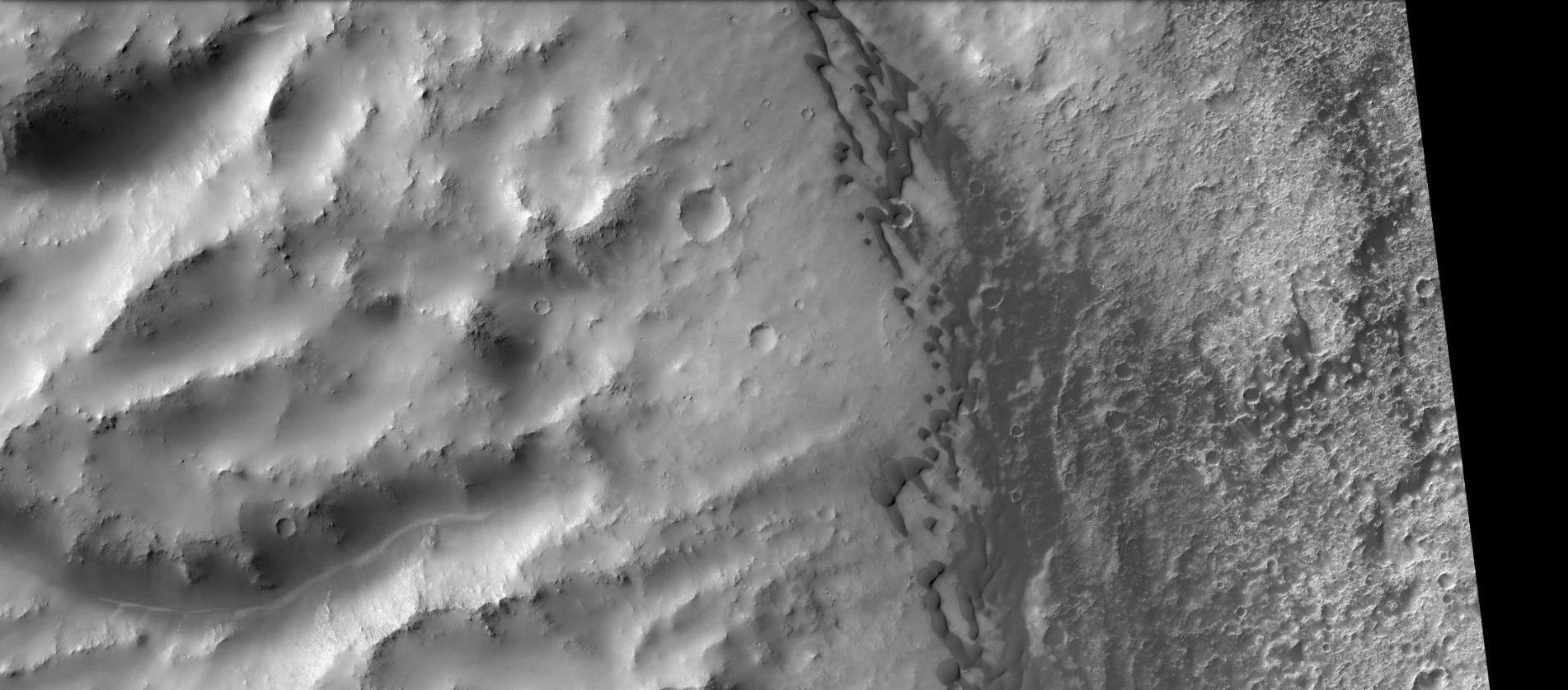
Imagen parcial del cráter Dawes que muestra la pared izquierda erosionada y dunas sobre el suelo del cráter a la derecha. Imagen tomada con la cámara CTX (Mars Reconnaissance Orbiter).

La densidad de cráteres de impacto suele determinar las edades de la superficie de Marte y de otros cuerpos del sistema solar. El más viejo la superficie, el más presente de cráteres. Formas de cráter pueden revelar la presencia de hielo de tierra.
El área alrededor de los cráteres puede ser rica en minerales. Sobre la superficie de Marte, el calor del impacto funde el hielo del terreno. El agua del hielo al fundirse disuelve minerales, y después los deposita en grietas o fallas producidas por el impacto. Este proceso, llamado alteración hidrotermal, es una manera importante en la que se producen depósitos de menas. Áreas alrededor de los cráteres de Marte pueden ser ricas en menas útiles para la colonización futura del planeta. Estudios realizados en la Tierra demuestran que los cráteres de impacto pueden producir grietas, y que venas de minerales secundarios pueden ser depositadas en las grietas. Imágenes de los satélites que orbitan Marte han detectado grietas cercanas a cráteres de impacto. Estos impactos producen grandes cantidades de calor, en consecuencia, el área afectada por una gran colisión puede tardar centenares de miles de años en enfriarse.